# Баль Євген Миколайович
Євге́н Микола́йович Баль (7 квітня 1943, м. Кременчук, Полтавська область, Українська РСР, СРСР — 2 квітня 2022, с. Мелекіне, Маріупольський район, Донецька область, Україна) — український радянський та український військовий моряк-підводник, капітан 1 рангу; журналіст та письменник, член Національної спілки журналістів України та Національної спілки письменників України, лауреат літературних премій.
Активний громадський діяч — голова Маріупольського громадського комітету з порятунку Азовського моря (1980-ті—1990-ті роки), голова комітету водопостачання в Мелекіно (2009 — 2010 роки), в 2016 детально досліджував проблему зсувної на дорозі в Мелекіно, волонтер з 2014 року.
Загинув після тортур 2 квітня 2022 роки, а обставини його смерті мали значний міжнародний резонанс.

## Життєпис
Євгеній Миколайович Баль народився 7 квітня 1944 року у місті Кременчук на Полтавщині. Закінчивши школу, працював вимірником, плитовим, машиністом електровоза на шахтах Донбасу. Потім працював у Ростові-на-Дону матросом, кермовим. Закінчив Ленінградське Вище військово-морське училище ім. М. В. Фрунзе, Вищі офіцерські курси Військово-Морського флоту.

Понад 30 років був військовим моряком і ходив на підводних човнах Північного та Тихоокеанського флотів. Службу закінчив посаді флагманського штурмана дивізії ракетних підводних човнів стратегічного призначення. Вийшов у відставку 1992 року у званні капітана першого рангу. Згадуючи свою молодість, він писав:
|  | Наша молодість припала на щасливі часи, коли країна була велика, сильна та горда. Коли літали в космос перші космонавти, а всі хлопці мріяли стати моряками чи льотчиками. Дівчата відмовлялися одружитися з хлопцем, якщо той не служив в армії. Це був час, коли старим поступалися місцем у транспорті, билися віч-на-віч і не били лежачого. Коли молодь до ранку вільно гуляла у парках, не побоюючись, що їх поб'ють чи пограбують. Коли всі ми були оптимісти та романтики, охоче їхали будувати БАМ та піднімати цілину. І найголовніше, коли була надія на щось велике і світле попереду, була впевненість, що можна домогтися, здійснити будь-яку мрію. |

З початку російсько-української війни у 2014 році Євген Баль був активним волонтером у Приазов'ї.
У 2019 році журналіст провів творчу зустріч із журналістами під час медіафестивалю в Буковелі, де розповів про те, як працює за 20 кілометрів від лінії фронту.
18 березня 2022 року до будинку Євгена Баля увірвалися російські солдати та провели так званий «обшук», під час якого знайшли фото морського офіцера з українськими морпіхами, членський квиток Національної спілки письменників України та інші «докази фашизму». Це стало підставою для його арешту, який окупанти здійснили 19 березня — у День моряка-підводника. Полоненого Баля відвезли до катівні в Мангуші.
У полоні його сильно били протягом трьох днів, проте 21 березня 2022 року відпустили, сказавши: «не воюємо з ветеранами флоту СРСР». Після повернення додому з'ясувалось, що Євген Баль має серйозні травми. Від їх наслідків він помер 2 квітня 2022 року.
Донецька обласна організація Національної спілки письменників України звернулася з клопотанням про нагородження Євгена Баля орденом «За мужність» III ступеня.

## Книжки
- «Фарватер не відомий»;
- «Меридіани штурмана Барка». — Житормир: «ТОВ» Бук-Друк, 2017;
- «Хроніки пса Филимона» (фрагменти гібридної війни).

## Критика
Національна спілка журналістів України відзначила: 
Національна спілка журналістів України (НСЖУ) висловлює співчуття з приводу смерті нашого колеги Євгена Баля і звертає увагу на те, що Росія цілеспрямовано переслідує українських журналістів на тимчасово захоплених територіях РФ. Незаконний арешт і побиття, наслідком яких стала смерть нашого 78-річного колеги,— це ще один військовий злочин окупантів, за який має настати невідворотне й суворе покарання.

### Рецензії на книги
- Кущ П. Слідами пса Філімона.

### Премії
- Премія «Найкраща книга року-2020»[1].;
- Шорт-лист премії «Щит та меч»[2].